# Tio Pakusadewo
Tio Pakusadewo, właśc. Irwan Susetyo Pakusadewo (ur. 2 września 1963 w Dżakarcie) – indonezyjski aktor.
Do 2017 r. zagrał w ponad 60 filmach. Na swoim koncie ma nagrody Indonesian Movie Awards, MTV Indonesia Movie Awards i Citra (Festival Film Indonesia).

## Filmografia
Źródło:

- Bilur-bilur Penyesalan (1987)
- Cinta Anak Jaman (1988)
- Catatan Si Boy II (1988)
- Adikku Kekasihku (1989)
- Boleh-boleh Aja (1990)
- Cinta dalam Sepotong Roti (1990)
- Lagu untuk Seruni (1991)
- Rini Tomboy (1991)
- Bibir Mer (1992)
- Virgin (2004)
- Berbagi Suami (2006)
- Legenda Sundel Bolong (2007)
- Lantai 13 (2007)
- Quickie Express (2007)
- Rahasia Bintang (2008)
- Sudahnya Jadi Perawan (2008)
- Ob Baby (2008)
- May (2008)
- Lastri (2008)
- Pintu Terlarang (2009)
- Jagad X Code (2009)
- Identitas (2009)
- Kata Maaf Terakhir (2009)
- The Sexy City (2010)
- Alangkah Lucunya (Negeri Ini) (2010)
- Tebus (2011)
- Sang Penari (2011)
- Golden Goal (2011)
- Dilema (2012)
- Republik Twitter (2012)
- Perahu Kertas (2012)
- Rayya, Cahaya di Atas Cahaya (2012)
- Perahu Kertas 2 (2012)
- Sang Martir (2012)
- Habibie & Ainun (2012)
- Sang Pialang (2013)
- Rectoverso (2013)
- Mursala (2013)
- Raid 2: Infiltracja (The Raid 2: Berandal, 2014)
- Guardian (2014)
- Marmut Merah Jambu (2014)
- Sang Pemberani (2014)
- Toilet Blues (2014)
- Aku, Kau & KUA (2014)
- Bulan di Atas Kuburan (2015)
- Cinta Selamanya (2015)
- Doea Tanda Cinta (2015)
- Harim di Tanah Haram (2015)
- Surat dari Praha (2016)
- I am Hope (2016)
- Iseng (2016)
- Gila Jiwa (2016)
- Pantja-Sila: Cita-Cita dan Realita (2016)
- Surat Untukmu (2016)
- Shy Shy Cat (2016)
- Barakati (2016)
- The Last Barongsai (2017)
- Pertaruhan (2017)
- Moammar Emka’s Jakarta Undercover (2017)
- Bukaan 8 (2017)
- Night Bus (2017)
- Filosofi Kopi 2: Ben & Jody (2017)
- Ngawur (2017)